# Young Ace Wayé
Rolf Derly Nganga, précédemment connu sous le nom de Young Ace Wayé et désormais WAYÉ, est un artiste rappeur/chanteur congolais en activité depuis 2015. Il est le lauréat de la 39ème édition du Prix RFI Découvertes.

## Vie personnelle
Rolf Derly Nganga, plus connu sous son nom d’artiste Young Ace Wayé est né à Brazzaville au Congo. Après des études primaires au Burkina Faso, il rentre au Congo avec sa famille en 2003, où il poursuit son cursus scolaire. Titulaire d’un National Diploma en Génie Minier obtenu en Afrique du Sud, il travaille dans l’aviation, avant de se consacrer finalement à la musique en 2015.

## Carrière
C’est au sein de son groupe Bones Clique, composé de Snom, Slmsi, GRC, et B-Tween qu’il fait ses premiers pas et écrit ses premières chansons. Il sort en 2014 la mixtape The Bone Theory avec Bones Clique puis son EP Dear Uncle Sam la même année. 
Son single « Le Bord La » sorti en novembre 2018, connait un grand succès et le propulse sur la scène nationale.
La même année, il participe au Douala Hip-Hop Festival au Cameroun. Durant 25 minutes de prestation sur ses différents sons, il réussit à séduire le public de Douala. Il continue son œuvre en sortant le 30 avril 2019 (jour de son anniversaire) un EP intitulé Alpha Charlie Echo.
Son single Mbok’Oyo tourné exclusivement à Brazzaville, entre à la 130ème place au Top 200 du Hip Hop Français sur iTunes. C’est avec ce titre qu’il a remporté le Prix Rfi Découvertes 2020.
Young Ace Wayé est copropriétaire de Mercure Studios, la maison qui produit ses sons.

## Différentes collaborations
- Ombres & Lumières: Le Prélude, aux côtés d’artistes tels que Boa Mokonzi, Skrappy, Sledge et Darcy sous le label Mercure Squad, sorti en 2015.
- MAMA avec L’artiste Durhiel, sorti en 2018[7].
- R2R (Rien de Rose) [8]avec le créatif entrepreneur Trancend Boy, en 2018.
- Sur le projet Collabo IV de Kent Miller & Mack 6 Dee Money, le titre « On prend sur place », sorti en 2019.
- Sur l’album Black Viking 2 Big Tyger sur le titre Fiesta, en 2019
- Sur le titre To Stopper Corona de Fanie Fayar, aux côtés de Key Kolos, sorti en 2020[9].

## Distinctions
Young Ace Wayé est le lauréat du Prix Découvertes RFI 2020.
Il a remporté deux fois successives les Beat Street Awards en 2016 dans la catégorie Révélation Masculine en 2017 et prix de la Mixtape Urbaine avec sa mixtape Kontrol.